# San Francisco Symphony
San Franciscos orkester är den ledande symfoniorkestern i San Francisco, och startades 1911.
Orkestern har gjort två livealbum tillsammans med Metallica. På skivan som heter S & M finns kända låtar som "Master of Puppets", "Nothing Else Matters", "Enter Sandman" osv. I låtarna spelas också instrument som fiol,trumpet, kontrabas och mycket mer. De spelar under ledning av Michael Kamen som har dirigerat i många kända filmer. 2020 släpptes en uppföljare S&M2. 